# Chrysosoma kuznetzovi
Chrysosoma kuznetzovi är en tvåvingeart som beskrevs av Grichanov 1997. Chrysosoma kuznetzovi ingår i släktet Chrysosoma och familjen styltflugor. Inga underarter finns listade i Catalogue of Life.